# Slovaci
Slovacii (în limba slovacă Slováci) sunt un popor de origine slavă, făcând parte din ramura vestică sau apuseană a slavilor. În trecut românii îi numeau „tăuți”. Slovacii trăiesc predominant în Slovacia, alcătuind populația de bază a acestui stat dar și în Ungaria, Cehia, Ucraina și în România, unde aceștia reprezintă minorități etnice istorice. Confesiunile predominante ale slovacilor sunt catolicismul și protestantismul.